# Hans Behaim der Jüngere

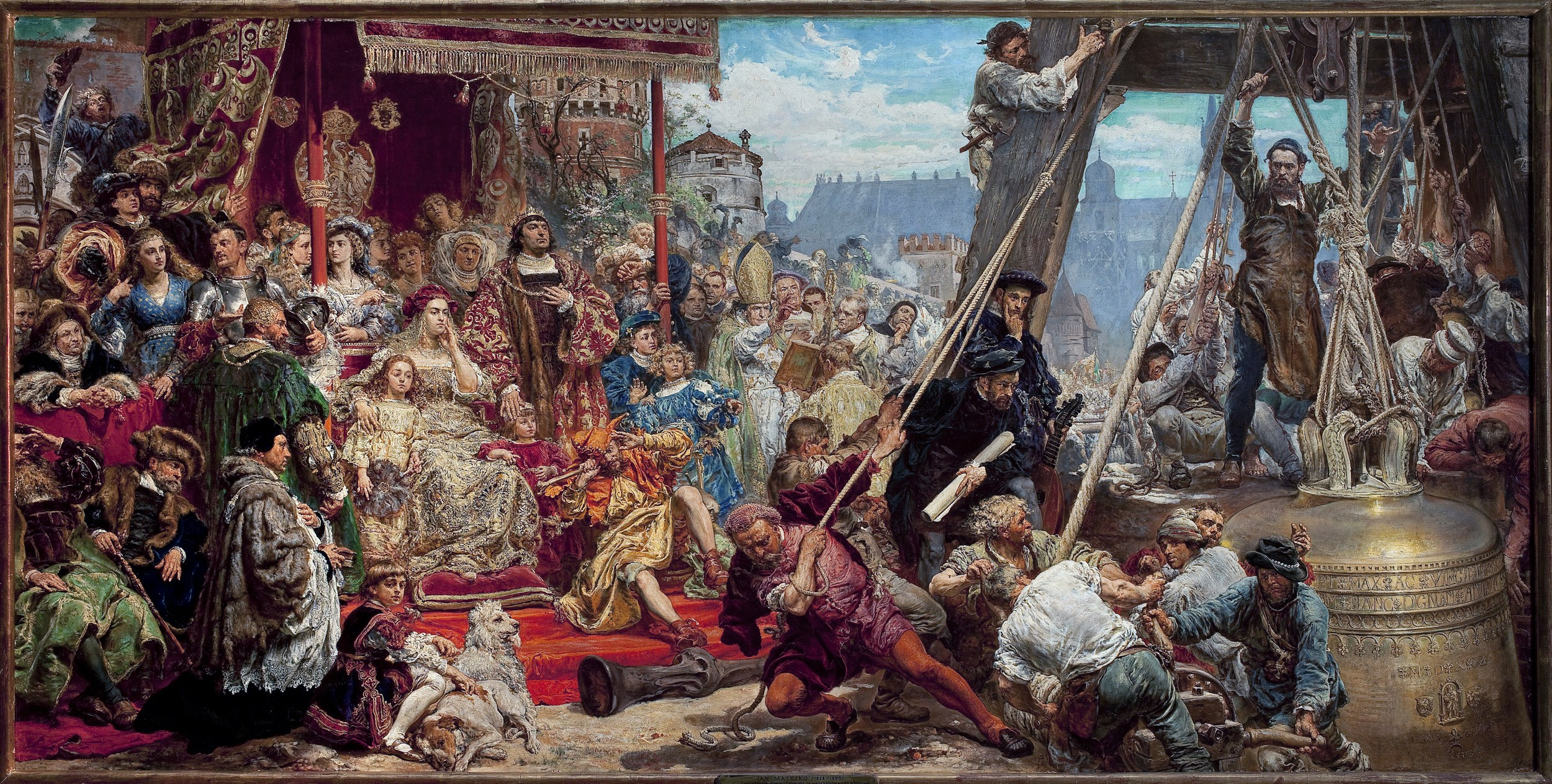
Hans Behaim d. J., Zentralgestalt des Gemäldes Das Aufhängen der Sigismundglocke von Jan Matejko

Hans Behaim der Jüngere, auch Hans Beheim, Hans Behem oder Hans Beham (* um 1480 in Nürnberg; † 1533 in Krakau), war ein Nürnberger Kanonen- und Glockengießer im Dienste des polnischen Königshofs in Krakau. Mit dem 1508 verstorbenen Krakauer Mäzen und Notar Balthasar Behem war er wohl nicht verwandt, ebenso wenig mit den Nürnberger Künstlern Hans Sebald Beham und Barthel Beham.

## Leben
Hans Behaim stammte aus Nürnberg. Sein Vater war wahrscheinlich der Nürnberger Stadtarchitekt Hans Beheim der Ältere. Zunächst war er ab 1498 als Gießer in seiner Heimatstadt tätig. 1501–1502 war er für den Bamberger Fürstbischof tätig, für den er Kanonen goss. 1506–1507 ging er nach Torgau, wo er für den sächsischen Kurfürsten arbeitete. 1511 schuf er eine Glocke für die Pfarrkirche in Bayreuth. Ab 1514 ist er wieder in Bamberg nachweisbar. 1517 erhielt er seinen ersten Auftrag aus Krakau, wohin er 35 Bombarden lieferte. Seit dem Folgejahr ist er in Krakau als Hannes Behem boxe magister beziehungsweise als Meister Hans Buchsergisser nachweisbar. 1518 schuf er die Glocke für die Margarethenkirche in Raciborowice. Der Mäzen Hans Boner wurde auf ihn aufmerksam und verschaffte im den Kontakt zum polnischen Königshof. 1520 nahm er als Kanonier am Reiterkrieg gegen den Deutschen Orden teil. Im gleichen Jahr erhielt er den Auftrag zum Guss der Sigismundglocke für die Wawel-Kathedrale. Die Glocke, die sein wichtigstes Werk ist, wurde im Juli 1521 im Sigismundturm aufgehängt. Im Folgejahr wurde er am Königshof als Servitor und Vorsteher der königlichen Gießer und des königlichen Arsenals aufgenommen. 1527 bestätigte Severin Boner ihm diese Stellung für weitere fünf Jahre, die mit einer eigenen Wohnung im Königsschloss auf dem Wawel, Abgabenbefreiung und einem Jahresgehalt von 200 Florentiner einherging. Er starb in königlichen Diensten. Jan Matejko malte ihn als zentrale Gestalt in seinem Werk Das Aufhängen der Sigismundglocke, das sich im Nationalmuseum Warschau befindet.